# Graïoïde
Les canidés de type graïoïde ou plus communément de type lévrier, ont comme caractéristiques anatomiques une tête dolichocéphale longue (la largeur de la tête ne dépasse pas la moitié de sa longueur, exception pour les whippets et petits lévriers italiens due à la taille), un corps effilé et une poitrine particulièrement descendue, soit une morphologie spécifiquement déterminée pour la course. C'est le vétérinaire français Jean Pierre Mégnin qui a, le premier, réparti les chiens en quatre types, lupoïdes, molossoïdes, braccoïdes et graioïdes. 
Ce terme qualifie le type incarné par les lévriers.

## Races reconnus par la FCI

### Groupe 10

#### Section 1 - Lévriers à poil long ou frangé
- le lévrier afghan (10/1/228) ;
- le barzoï ou lévrier russe  (10/1/193) ;
- le lévrier persan, saluki ou salouki (10/1/269).

#### Section 2 - Lévriers à poil dur
- l'irish wolfhound ou lévrier irlandais (10/2/160) ;
- le deerhound ou lévrier écossais (10/2/164).

#### Section 3 - Lévriers à poil court, oreilles couchées ou tombantes
- le lévrier arabe, sloughi ou lévrier du désert (10/3/188) ;
- l'azawakh (10/3/307) ;
- le lévrier galgo ou lévrier espagnol (10/3/285) ;
- le chart polski ou lévrier polonais (10/3/333) ;
- le lévrier greyhound ou lévrier anglais (10/3/158) ;
- le lévrier hongrois ou magyar agar (10/3/240) ;
- le petit lévrier italien ou levrette d'Italie (10/3/200) ;
- le lévrier whippet ou lévrier nain[2] (10/3/162).

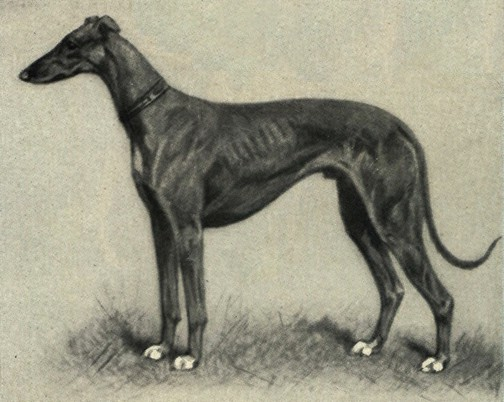
Phénotype du lévrier

### Groupe 5

#### Section 6 - Type primitif
- le lévrier de Pharaon (5/6/248).

#### Section 7 - Type primitif - Chiens de chasse
- le cirneco de l'Étna (5/7/199) ;
- le podenco d'Ibiza, ou chien de garenne des Baléares (5/7/089);
- le podengo portugais, lévrier portugais ou chien de garenne du Portugal (5/7/094) ;
- le podenco canario ou chien de garenne des Canaries (5/7/329).

## Races de lévriers reconnues localement par des standards nationaux
- le lévrier Bakhmull (RKF standard russe)
- le lévrier caravan hound (KCI standard indien)
- le lévrier Khortaï (RKF standard russe)
- le lévrier Rampur (KCI et INKC standards indiens)
- le lévrier stepnoï ou « stepnaïa borzaïa » (RKF standard russe)
- le lévrier Taïgan (RKF standard russe et du Kirghizistan)

## Autres races de lévriers
- le lévrier australien (Australie)
- le lévrier grec (Grèce)
- le lévrier kalag tazi (Afghanistan)
- le lévrier longdog (Royaume-Uni)
- le lévrier Tazi et lévrier kalag tazi (Asie Centrale)

## Sport
Les Lévriers du groupe 10 se retrouvent dans les épreuves suivantes :
- Épreuves de courses sur cynodromes ou racing.
- La poursuite à vue sur leurre (PVL) ou coursing.